# The Mystery of No. 47
The Mystery of No. 47 er en amerikansk stumfilm fra 1917 af Otis B. Thayer.

## Medvirkende
- Ralph Herz som Irwin Molyneux
- Nellie Hartley som Harriet
- Louiszita Valentine som Eva Wilson
- Edgar Murray som Francis Phillamore
- James F. Fulton